# OSSA Desert
L'OSSA Desert, anomenada inicialment Desert Phantom, fou un model de motocicleta fabricat per OSSA entre 1974 i 1984, dissenyat per a la pràctica de l'enduro (modalitat anomenada a l'època "Tot Terreny") des d'un vessant competitiu. Derivada directament de la Phantom de motocròs, llançada el mateix any, la Desert substituïa l'OSSA Enduro, un dels models més emblemàtics de la marca i un dels pilars comercials d'OSSA durant la dècada del 1970. Al llarg de la seva vida comercial, es produïren 5 versions d'OSSA Desert en dues cilindrades (250 i 350 cc), totes elles amb les següents característiques generals: motor de dos temps monocilíndric refrigerat per aire, bastidor de doble bressol, frens de tambor i amortidors de forquilla convencional davant i telescòpics darrere.
El 1975, un any després del llançament de la Desert, OSSA va presentar la Super Pioneer, un model més "pacífic" encarat als qui simplement volien una moto de fora d'asfalt versàtil amb què desplaçar-se tant pel camp com per la ciutat o la carretera. La Desert, en canvi, era una moto pensada especialment per a competir en enduro amb plenes garanties i va obtenir diversos èxits internacionals, especialment a França, on les importava Marcel Seurat. El 1975, Jacques Vernier va guanyar la primera edició de l'Enduro de Le Touquet amb una Desert 250 i Nicolas Samofal fou Campió de França d'enduro en categoria National 250cc amb el mateix model de motocicleta. Un any després, el 1976, Vernier i Bernard Costes van guanyar el Campionat de França d'enduro absolut i National respectivament amb sengles Desert 250. A l'estat espanyol, Ton Marsinyach, que havia guanyat el Campionat d'Espanya de Tot Terreny el 1974 amb una Enduro E73 oficial, va pilotar la Desert amb èxit fins al 1977.

## Versions
No ha estat possible establir amb plena certesa l'ordre cronològic i la nomenclatura exacta dels primers models. Les diverses fonts consultades són poc concretes i fins i tot contradictòries en aquest punt: si bé algunes consideren que la primera "Desert" va ser la Desert Phantom de 1974, d'altres documenten una hipotètica Desert 250 al mateix any, mentre que algunes citen una versió especial de la Desert Phantom el 1978 que per a la resta no va existir. Els identificadors de models (B11, B18 i B47) i números de sèrie corresponents són també confusos.
Al mateix temps, la denominació comercial d'aquesta moto sembla haver estat vacil·lant durant els primers anys, ja que el mateix model que apareix als fullets comercials de l'època com a "Desert Phantom" és anomenat "Desert" en algunes fonts i publicacions coetànies, especialment franceses. Només s'ha pogut comprovar de forma fefaent que el 1974, OSSA comercialitzava una Desert Phantom i que el 1975, aquella moto o una de molt semblant es va comercialitzar com a Desert 250 a França. Als fullets comercials d'OSSA de 1976, el nom del model apareix ja com a Desert 250. A manca, doncs, de confirmació documental, la taula de versions consigna el 1975 com a l'any de fabricació de la primera Desert (a seques) pel fet que aquest és el nom amb què es va distribuir a França aquell any. Tanmateix, també es podria tractar d'un simple cas de doble denominació i que el mateix model que als Estats Units o altres països s'anomenava Desert Phantom, s'anomenés Desert a d'altres.
Tot això fa que la taula de versions que segueix a continuació pugui ser inexacta pel que fa al període de fabricació dels models B11, B18 i B47 (1974 a 1978). A partir del llançament de la versió "TT", el 1978, la informació disponible ja és precisa i fàcilment contrastable.

### Llista de versions produïdes
| Versió                    | Cilindrada                | Id. Model                 | Anys                      | Núm. Sèrie                | Unitats | Pintura dipòsit            |
| ------------------------- | ------------------------- | ------------------------- | ------------------------- | ------------------------- | ------- | -------------------------- |
| Desert Phantom            | 250 cc                    | B18                       | 1974 - 1978               | B180001                   | 3.000   | Vermell amb franja daurada |
| 250                       | 250 cc                    | B11                       | 1975 - 1978               | B110001                   | 3.000   | Vermell amb franja daurada |
| Desert TT                 | 250 cc                    | B60                       | 1978 - 1979               | B600001                   | 300     | Blau elèctric              |
| Fuego                     | 250 cc                    | B67                       | 1979 - 1980               | B670001                   | 900     | Vermell                    |
| 350                       | 350 cc                    | B74                       | 1980 - 1984               | B740001                   | 1.650   | Blanc amb franja vermella  |
| Total d'unitats produïdes | Total d'unitats produïdes | Total d'unitats produïdes | Total d'unitats produïdes | Total d'unitats produïdes | 8.850   |                            |

Notes
1. ↑  A banda de les versions aquí llistades, el 1978 es va fabricar una curta tirada de vora 100 unitats, únicament per al mercat nord-americà, d'un model que es va anomenar "OSSA Desert VI Day", amb dipòsit negre i parafangs de plàstic blanc[10][11]
2. ↑  Algunes fonts esmenten una versió de 1978 de la Desert Phantom amb identificador de model B47 i número de sèrie B470001
3. ↑  Les primeres versions de Desert Phantom duien parafangs de fibra a joc amb el dipòsit. La versió de 1978 els duia de plàstic blanc.
4. ↑  Tot i que algunes fonts indiquen el 1974 com a l'any de llançament de la Desert 250, només s'han trobat referències documentals amb aquesta denominació a partir de 1975.
5. ↑  La Desert TT va ser coneguda també com a "Phantom TT"

### Desert Phantom
La Desert Phantom es va desenvolupar inicialment per al mercat nord-americà (el nom s'inspirava en les curses pel desert típiques dels Estats Units) i era bàsicament una Phantom adaptada a l'enduro: el bastidor era el mateix, amb el basculant uns centímetres més llarg, i el motor se'n diferenciava per alguns retocs a la cambra de compressió, un plat magnètic més gros i uns desenvolupaments del canvi de velocitats diferents. La moto estava pintada íntegrament de color vermell bordeus amb franges daurades i filetejats blancs, parafangs de fibra a joc i selló gros i còmode. Aquest model es podia comprar amb sistema elèctric o sense, en funció de l'ús a què es volgués destinar (a les curses pel desert americanes, no cal dur enllumenat).
La versió de 1978 de la Desert Phantom, destinada al mercat espanyol, era una adaptació encara més especialitzada per a l'enduro que la primera. Era, de fet, la mateixa moto però amb sistema elèctric, far i pilot de sèrie, un nou tub d'escapament de sortida inferior i parafangs de plàstic blanc. El motor duia un cilindre de nou aletes derivat de la Phantom i el seu temperament era potent però suau alhora.
Fitxa tècnica
| Desert Phantom | Desert Phantom               | Desert Phantom |
| --- | ---------------------------- | -------------- |
| Id. Model | B18                          |                |
| Núm. Sèrie | B180001                      |                |
| Anys | 1974 - 1978                  |                |
| CC | 244                          |                |
| Diàmetre x Carrera | 72 x 60 mm                   |                |
| Compressió | 10:1                         |                |
| CV | ?                            |                |
| Carburador | Bing 36 mm                   |                |
| Canvi | 5 velocitats                 |                |
| Suspensió davant | Forquilla telescòpica 180 mm |                |
| Suspensió darrera | Amortidors hidràulics        |                |
| Pneumàtic davant | 3,50 x 19                    |                |
| Pneumàtic darrera | 4,00 x 18                    |                |
| Frens davant | Tambor 122 mm                |                |
| Frens darrera | Tambor 150 mm                |                |
| Pes en sec | 95 Kg                        |                |
| Capacitat dipòsit | 10 l                         |                |
| Pintura dipòsit | Vermell amb franja daurada   |                |
| \| • Altres \| \| ------------------------------------------------------ \| \| - Encesa: Volant magnètic Motoplat - Batalla: 1.405 mm \| |                              |                |
| • Altres |                              |                |
| - Encesa: Volant magnètic Motoplat - Batalla: 1.405 mm                                                                                   |                              |                |

1. ↑  Algunes fonts esmenten una versió de 1978 de la Desert Phantom amb identificador de model B47 i número de sèrie B470001
2. ↑  Les primeres versions de Desert Phantom duien parafangs de fibra a joc amb el dipòsit. La versió de 1978 els duia de plàstic blanc.

### 250
La denominació comercial de l'OSSA Desert sembla haver estat vacil·lant durant els primers anys, de manera que la mateixa moto que apareix com a "Desert Phantom" en algunes fonts és anomenada "Desert" en altres. Les primeres referències documentals que s'han pogut trobar d'una OSSA Desert 250 són de revistes franceses de 1975, motiu pel qual s'ha assumit aquest any com el del llançament del model. Tanmateix, també es podria tractar d'un simple cas de doble denominació i que el mateix model que als Estats Units o altres països s'anomenava Desert Phantom, s'anomenés Desert a d'altres. Nogensmenys, les fonts recullen diferents identificadors de model i números de sèrie per a cadascuna de les dues denominacions. És a partir de 1976 quan OSSA comença a fer servir la denominació comercial de "Desert 250" als seus fullets comercials.
Fitxa tècnica
| Desert 250 | Desert 250                   | Desert 250 |
| --- | ---------------------------- | ---------- |
| Id. Model | B11                          |            |
| Núm. Sèrie | B110001                      |            |
| Anys | 1975 - 1978                  |            |
| CC | 244                          |            |
| Diàmetre x Carrera | 72 x 60 mm                   |            |
| Compressió | 11,2:1                       |            |
| CV | 27                           |            |
| Carburador | Bing 38 mm                   |            |
| Canvi | 5 velocitats                 |            |
| Suspensió davant | Forquilla telescòpica 180 mm |            |
| Suspensió darrera | Amortidors hidràulics 180 mm |            |
| Pneumàtic davant | 3,00 x 21                    |            |
| Pneumàtic darrera | 4,50 x 18                    |            |
| Frens davant | Tambor 122 mm                |            |
| Frens darrera | Tambor 150 mm                |            |
| Pes en sec | 101 Kg                       |            |
| Capacitat dipòsit | 13 l                         |            |
| Pintura dipòsit | Vermell amb franja daurada   |            |
| \| • Altres \| \| ---------------------------------------------------------------------------------------------------------------------------------------------------------------------------------------- \| \| - Encesa: Volant magnètic Motoplat - Longitud: 2.080 mm - Batalla: 1.430 mm - Ample manillar: 850 mm - Alçada selló: 870 mm - Alçada sobre el terra: 190 mm - Velocitat màxima: 120 km/h \| |                              |            |
| • Altres |                              |            |
| - Encesa: Volant magnètic Motoplat - Longitud: 2.080 mm - Batalla: 1.430 mm - Ample manillar: 850 mm - Alçada selló: 870 mm - Alçada sobre el terra: 190 mm - Velocitat màxima: 120 km/h |                              |            |

1. ↑  Tot i que algunes fonts indiquen el 1974 com a l'any de llançament de la Desert 250, només s'han trobat referències documentals amb aquesta denominació a partir de 1975.

### Desert TT
A començaments de 1978, un cop abandonada la producció de la Phantom i amb OSSA immersa en una greu crisi que n'acabà provocant el tancament, aparegué una versió de Phantom matriculable, teòricament d'enduro, coneguda indistintament com a "Phantom TT", "Desert Phantom 250" o "Desert TT". La moto era gairebé idèntica a la Phantom AS77 de motocròs, la darrera de la nissaga, amb la qual compartia els identificadors de model i de sèrie. Les quasi úniques diferències eren la incorporació de plat magnètic i enllumenat, la relació de canvi més oberta i alguns ajustaments pel que fa a la carburació. El seu tarannà era, doncs, pràcticament el d'una moto de motocròs, brusca i no apta per a l'ús diari.
Fitxa tècnica
| Desert TT | Desert TT                       |
| --- | ------------------------------- |
| Id. Model | B60                             |
| Núm. Sèrie | B600001                         |
| Anys | 1978 - 1979                     |
| CC | 244                             |
| Diàmetre x Carrera | 72 x 60 mm                      |
| Compressió | ?                               |
| CV | ?                               |
| Carburador | Bing 38 mm                      |
| Canvi | 5 velocitats                    |
| Suspensió davant | Forquilla telescòpica 240 mm    |
| Suspensió darrera | Amortidors hidràulics Betor Gas |
| Pneumàtic davant | 3,00 x 21                       |
| Pneumàtic darrera | 4,50 x 18                       |
| Frens davant | Tambor                          |
| Frens darrera | Tambor                          |
| Pes en sec | 118 Kg                          |
| Capacitat dipòsit | 8,750 l                         |
| Pintura dipòsit | Blau elèctric                   |
| \| • Altres \| \| ---------------------------------------------------------------------------------------------------- \| \| - Encesa: Volant magnètic Motoplat - Longitud: 2.148 mm - Batalla: 1.433 mm - Ample manillar: 868 mm \| |                                 |
| • Altres |                                 |
| - Encesa: Volant magnètic Motoplat - Longitud: 2.148 mm - Batalla: 1.433 mm - Ample manillar: 868 mm |                                 |

### Fuego
El 1979, gràcies a un crèdit obtingut de l'estat, OSSA va poder desenvolupar i llançar la nova Desert 250, anomenada "Fuego" pel seu color vermell llampant. Una vegada més, era una Phantom amb un motor més "tranquil", pensat per a l'enduro, però aquest cop realment aprofitable per a l'ús diari. Anava equipada amb els millors components de l'època, com ara llandes Akront daurades, pneumàtics Pirelli Pentacross, punys de goma i accelerador Gonelli, amortidors posteriors Betor d'ampolla separada i suspensió anterior d'eix avançat, placa porta-far AMC i parafangs de plàstic irrompible blanc. El motor duia un cilindre de quatre trànsfers, que unit al tub d'escapament de bufanda i el nou silenciador li atorgava un nervi característic, per bé que no tan exagerat com el de la Desert TT.
Fitxa tècnica
| Desert 250/79 "Fuego" | Desert 250/79 "Fuego" | Desert 250/79 "Fuego" |
| --- | --------------------- | --------------------- |
| Id. Model | B67                   |                       |
| Núm. Sèrie | B670001               |                       |
| Anys | 1979 - 1980           |                       |
| CC | 244                   |                       |
| Diàmetre x Carrera | 72 x 60 mm            |                       |
| Compressió | 9:1                   |                       |
| CV | 23,4 a 7.500 rpm      |                       |
| Carburador | Bing 34 mm            |                       |
| Canvi | 5 velocitats          |                       |
| Suspensió davant | Forquilla telescòpica |                       |
| Suspensió darrera | Amortidors hidràulics |                       |
| Pneumàtic davant | 3,00 x 21             |                       |
| Pneumàtic darrera | 4,50 x 18             |                       |
| Frens davant | Tambor 150 mm         |                       |
| Frens darrera | Tambor 150 mm         |                       |
| Pes en sec | 95 Kg                 |                       |
| Capacitat dipòsit | 10 l                  |                       |
| Pintura dipòsit | Vermell               |                       |
| \| • Altres \| \| --------------------------------------------------------------- \| \| - Encesa: Volant magnètic Motoplat - Velocitat màxima: 120 km/h \| |                       |                       |
| • Altres |                       |                       |
| - Encesa: Volant magnètic Motoplat - Velocitat màxima: 120 km/h                                                                                            |                       |                       |

### 350
Llançada el 1980, la Desert 350 va ser el darrer model d'enduro que va produir OSSA i era una alternativa a l'anterior 250 Fuego, de la qual es diferenciava pel seu caràcter més tranquil i manejable. Mentre que aquella era una moto plenament competitiva, la 350 es destinava a usuaris menys experts i partia, doncs, de la mateixa filosofia que la Super Pioneer, on allò que importava era la versatilitat i facilitat de conducció de la moto. Tot i disposar d'un motor de major cilindrada i, per tant, potència (els seus 300 cc lliuraven 29 CV a 8.000 rpm), aquesta estava pensada per a proporcionar una resposta suau i elàstica i no pas per a obtenir acceleracions brusques, incontrolables per a motociclistes novells.
La Desert 350, com la Fuego, anava equipada amb detalls de qualitat: llandes daurades Akront sense perfil, pneumàtics Pirelli d'última generació, suspensió anterior oleopneumàtica d'eix avançat amb 250 mm de recorregut, amortidors posteriors Betor de doble molla de 200 mm i ampolla de gas separada.
La moto va haver de competir al mercat amb models més encarats a la competició, com ara la Bultaco Frontera 370 i la Montesa Enduro 360 H6, però va demostrar ser apta per a recórrer-hi llargues distàncies. El 1982, el periodista de Solo Moto Joan Porcar va participar al Ral·li París-Dakar amb una OSSA Desert 350 adaptada per al desert, amb un dipòsit de benzina sobredimensionat per a poder satisfer el considerable consum d'una motocicleta de dos temps. Porcar va haver d'abandonar després d'emmalaltir en beure aigua en mal estat, però la moto va aguantar bé fins aleshores.
Fitxa tècnica
| Desert 350 | Desert 350                                 | Desert 350 |
| --- | ------------------------------------------ | ---------- |
| Id. Model | B74                                        |            |
| Núm. Sèrie | B740001                                    |            |
| Anys | 1980 - 1984                                |            |
| CC | 302,7                                      |            |
| Diàmetre x Carrera | 77 x 65 mm                                 |            |
| Compressió | 9:1                                        |            |
| CV | 29 a 8.000 rpm                             |            |
| Carburador | Bing 32 mm                                 |            |
| Canvi | 5 velocitats                               |            |
| Suspensió davant | Forquilla telescòpica Betor Gas 250 mm     |            |
| Suspensió darrera | Amortidors Betor Gas 200 mm de doble molla |            |
| Pneumàtic davant | 3,00 x 21                                  |            |
| Pneumàtic darrera | 4,50 x 18                                  |            |
| Frens davant | Tambor 150 mm                              |            |
| Frens darrera | Tambor 150 mm                              |            |
| Pes en sec | 95 Kg                                      |            |
| Capacitat dipòsit | 10 l                                       |            |
| Pintura dipòsit | Blanc amb franja vermella                  |            |
| \| • Altres \| \| ----------------------------------------------------------------------------------- \| \| - Encesa: Volant magnètic Motoplat - Batalla: 1.415 mm - Velocitat màxima: 130 km/h \| |                                            |            |
| • Altres |                                            |            |
| - Encesa: Volant magnètic Motoplat - Batalla: 1.415 mm - Velocitat màxima: 130 km/h |                                            |            |